# Juegos del Sudeste Asiático 2019
Los Juegos del Sudeste Asiático 2019, (en filipino: Palaro ng Timog Silangang Asya 2019) oficialmente conocidos como los 30 Juegos del Sudeste Asiático o los Juegos SEA 2019 y comúnmente conocido como Filipinas 2019, fue la 30.ª edición de los Juegos del Sudeste Asiático, un evento multideportivo regional bienal que se celebró en Filipinas del 30 de noviembre al 11 de diciembre de 2019, con algunas competencias inicando antes de la ceremonia de apertura el 24 de noviembre.
Esta edición estuvo marcada por ser la primera gran descentralización en la historia de los Juegos, con sedes de competencia repartidas en 23 ciudades de todo el país, divididas en 4 grupos, todos ubicados en la isla de Luzón ( Metro Manila, Clark, Subic / Olongapo y un cuarto grupo que consiste en lugares independientes). Esta será la cuarta vez que Filipinas organizará los juegos, y es la primera desde 2005 . Anteriormente, también había sido sede de las ediciones de los juegos de 1981 y 1991 . Esta edición se caracteriza por ser la primera edición en incluir esports y carreras de obstáculos, así como por tener el Mayoor número de deportes en la historia de los juegos, con un total de 56.
Los derechos de sede se otorgaron originalmente a Brunéi en 2012, pero el país se retiró días antes de los Juegos del Sudeste Asiático de 2015 debido a "razones financieras y logísticas".
En julio de 2015, Filipinas acordó organizar los juegos después de la retirada de Brunéi. Sin embargo, el hecho de que la competencia tenga lugar en Filipinas quedó incierto luego de la retirada del apoyo del gobierno dos años después, ya que planeaba usar los fondos destinados a los juegos para la rehabilitación de Marawi después de ser ocupado por los partidarios del ISIS . Tailandia e Indonesia ofrecieron ser los anfitriones de los juegos, y este último planeó reutilizar los lugares que serían utilizados para los Juegos Asiáticos de 2018 . Sin embargo, el 16 de agosto de 2017, el gobierno filipino se retractó de su retirada.
La organización de los 30.os Juegos SEA por parte de Filipinas fue caracterizada como un "trampolín" por su intento de competir para organizar los Juegos Asiáticos 2030 .

## Selección del anfitrión
Según las tradiciones de SEA Games, las tareas de hospedaje de los juegos se rotan entre los países miembros de SEA Games Federation (SEAGF). A cada país se le asigna como anfitrión del evento en un año predeterminado, pero el país puede elegir retirarse o no de la organización de dicha edición.
En julio de 2012, en la reunión del SEAGF en Myanmar se confirmó que Malasia sería el anfitrión del evento regional bienal en 2017, en caso de que no hubiera otro país dispuesto a ofertar por los juegos. El secretario general del Consejo Olímpico de Malasia (OCM), Sieh Kok Chi, que asistió a la reunión, dijo que Myanmar sería el anfitrión de los Juegos en 2013, seguido de Singapur en 2015 y Brunéi en 2017. Sin embargo, el sultanato se retiró de la organización de los Juegos en 2017, a cambio de tener más tiempo para organizar la edición de 2019. Brunéi organizó los Juegos solo una vez en 1999 y planeó mejorar sus instalaciones deportivas y construir un nuevo estadio nacional en Salambigar para acomodar los Juegos. Sin embargo, el 4 de junio de 2015, Brunéi retiró sus derechos de sede en la reunión en Singapur después de que el Ministerio de Cultura, Juventud y Deportes de dicho país no pudo brindar apoyo a los Juegos debido a la falta de instalaciones deportivas, alojamiento y preparación de sus atletas.
Filipinas

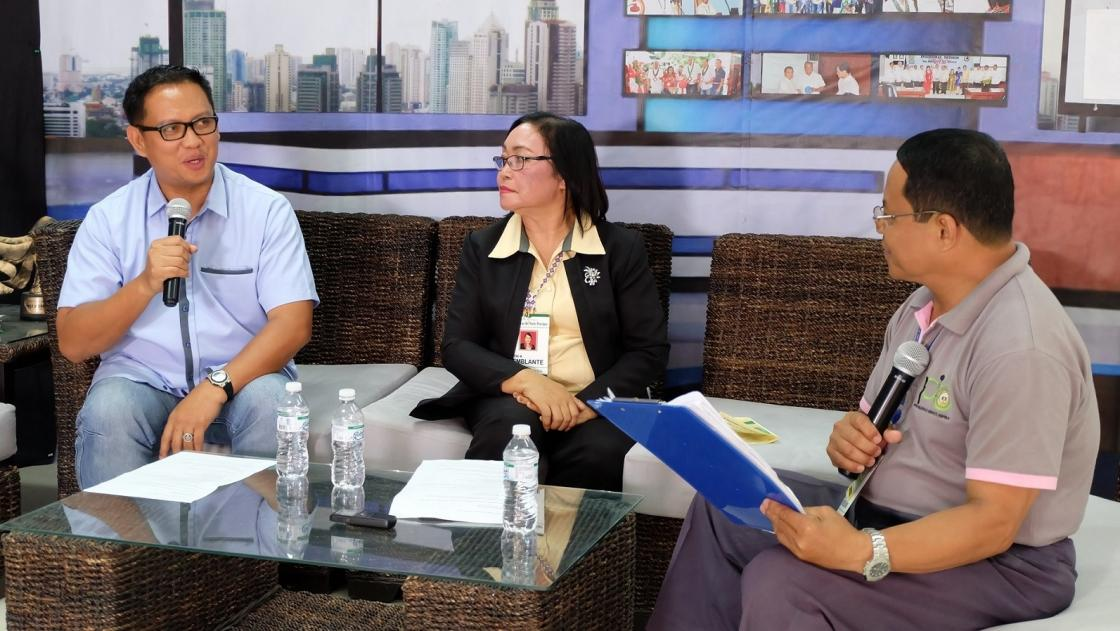
El Coordinador Provincial de Deportes y el Asistente del Administrador Provincial Giovanni Gulanes revelan la oferta de Dávao del Norte para ser anfitrión de los Juegos del Sudeste Asiático 2019 en el Kapihan sa Kapitolyo. Julio de 2016.

Con la retirada de Brunéi, Filipinas expresó su interés en organizar los Juegos Vietnam, el anfitrión de los Juegos del Sudeste Asiático de 2021, también se ofreció para organizar esta edición, pero finalmente retiró su oferta. El 10 de julio de 2015, el Comité Olímpico de Filipinas (POC) anunció que Filipinas será la sede de los Juegos. Davao City y Manila fueron promocionadas como los mejores candidatas para ciudad anfitriona de los Juegos. Cebu City y Albay también expresaron interés en organizar algunos eventos.
El 21 de julio de 2017, la Comisión Deportiva de Filipinas (PSC) se dirigió al POC para retirar su apoyo a la organización filipina de los Juegos de 2019, diciendo que el gobierno decidió reasignar fondos destinados a los esfuerzos de rehabilitación de Marawi, que quedó devastado después de la Batalla de Marawi y más tarde se informó que la insistencia del POC en manejar todos los asuntos del alojamiento; las finanzas, la seguridad y la conducción de los Juegos como lo hicieron en los Juegos del Sudeste Asiático de 2005 llevaron a la retirada de apoyo por parte del PSC.
Sin embargo, el 16 de agosto, Filipinas, a través del entonces presidente del POC, Peping Cojuangco, confirmó que el país sería el anfitrión de los Juegos SEA 2019, después de que Cojuangco escribió al presidente Rodrigo Duterte solicitando que se reconsidere la decisión adoptada.
Cojuangco ha declarado que los Juegos se llevarán a cabo en el área central de Luzón, particularmente en las provincias de Bulacan, Pampanga y Zambales . Agregó que la Arena de Filipinas en el municipio de Bocaue, en la provincia de Bulacan, "probablemente" se utilizaría en los Juegos. En enero de 2018, durante la apertura del New Clark City Sports Hub (entonces conocido como Philippine Sports City ), se anunció que los organizadores intentarían celebrar todos los eventos de los juegos fuera de Manila con New Clark City en Capas, Tarlac, Subic y Bulacan como principales localidades anfitrionas.

### Ceremonia de entrega
Durante la ceremonia de clausura de los Juegos SEA 2017 en Kuala Lumpur, el presidente saliente del Comité Olímpico de Malasia, HRH Tunku Tan Sri Imran, entregó simbolicamente la bandera del consejo de SEA Games Federation al presidente del Comité Olímpico de Filipinas (POC), José "Peping" Cojuangco, quien a su vez le pasó la bandera al entonces secretario de Asuntos Exteriores, Alan Peter Cayetano, quien fue el presidente del comité organizador de los juegos de 2019. A diferencia de otras ceremonias de clausura celebradas durante los Juegos SEA, solo se presentó un video discreto promocionando el turismo en Filipinas en lugar de una gran presentación para el próximo país anfitrión. Una de las razones de esto es que el Comité Olímpico de Filipinas decidió suspender la presentación, la cual se dice costaría 8 millones de PhP. Otra razón fue el centrarse en la celebración del 60 aniversario del establecimiento de la Federación de Malaya (ahora Malasia).

## Desarrollo y Organización

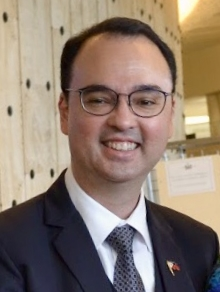
Alan Peter Cayetano es el actual presidente del comité organizador de los Juegos.

A diferencia de los juegos de 2005, los Juegos SEA 2019 adoptaron una estructura organizativa diferente para el Comité Organizador de los Juegos del Sudeste Asiático de Filipinas (PHISGOC). Según el presidente de la Comisión de Deportes de Filipinas, William Ramírez, el entonces Secretario de Relaciones Exteriores (ahora Presidente de la Cámara de Representantes), Alan Peter Cayetano, sería nombrado presidente del comité organizador, en lugar del presidente del Comité Olímpico de Filipinas, que asumió el cargo en 2005. El senador Juan Miguel Zubiri fue inicialmente el jefe del comité organizador antes de ser reemplazado por Cayetano.
Se celebraron al menos tres reuniones para la preparación de los juegos. La primera reunión se celebró en Shangri-la en el Fuerte, del 16 al 17 de mayo de 2018. Otra reunión se celebró los días 23 y 24 de noviembre de 2018.
Los funcionarios de las Asociaciones Deportivas Nacionales de Filipinas fueron designados como gerentes de la competición y se encargaron de ocuparse de los arreglos locales relacionados con su deporte, incluida la logística, el lugar y el equipo.

### Costos
El presupuesto para los juegos es de al menos ₱7.5 miles de millones. El gobierno proporcionó ₱6 miles de millones, mientras que el resto fue provisto por PHISGOC, provenineod estos fondos de los acuerdos de patrocinio. Los fondos del gobierno se asignaron a la Comisión de Deportes de Filipinas con ₱5 miles de millones de los fondos siendo aprobados por el Congreso de Filipinas y el resto se derivó del fondo de aumento aprobado por el presidente Rodrigo Duterte. Duterte aprobó fondos adicionales en mayo de 2019.

### Venta de entradas
Los organizadores iniciaron negociaciones con SM Tickets para los sistemas de venta de entradas. Originalmente, todas las entradas para todos los eventos se planificaron con un costo, y los organizadores determinaron que deportes eran menos populares y les aplicaron una tarifa mínima. El 3 de octubre de 2019, las entradas para la ceremonia de apertura y los eventos seleccionados se pusieron a disposición en todas las sucursales de SM Tickets y en línea. Sin embargo, los días previos a la ceremonia de apertura, hubo clamores para que las entradas fueran gratuitas para el público en general. Así el levantador de pesas de Samahang, Monico Puentevella, le pidió al presidente Rodrigo Duterte que hiciera las entradas gratuitas. El Congreso de Sindicatos Sindicales Asociados de Filipinas hizo la misma petición. El portavoz presidencial Salvador Panelo sugirió a los organizadores que entreguen las entradas gratis o cobren entradas a un precio con descuento para los estudiantes.
El 29 de noviembre de 2019, siguiendo instrucciones del presidente Duterte, las entradas se pusieron a disposición de forma gratuita para todos los eventos deportivos, excepto baloncesto, fútbol y voleibol, las cuales se agotaron. Los boletos también se pusieron a disposición de forma gratuita para la ceremonia de clausura, con los organizadores dando 10,000 boletos a SM Tickets para su distribución y miles de otros boletos a las unidades del gobierno local.

### Voluntarios
Los organizadores de los juegos lanzaron un programa de voluntariado en abril de 2019 en Taguig para ayudar a la organización de los Juegos del Sudeste Asiático de 2019 con un objetivo de voluntarios inicialmente establecido en 12,000. Se reclutaron alrededor de 9,000 personas entre las 20,686 personas que expresaron interés en unirse al programa de voluntariado, 14,683 de los cuales solicitaron a través de portales oficiales en línea. 2.960 solicitantes eran extranjeros, mientras que 6.003 fueron elegidos por instituciones educativas. La asignación aproximada de voluntarios por grupo es la siguiente: 2,250 en el grupo Clark, 1,980, en el grupo Subic, 3,150 en Metro Manila y 1,620 en otros lugares que no forman parte de los primeros tres grupos.

### Medallas
Las medallas oficiales para los Juegos del Sudeste Asiático de 2019 fueron diseñadas por el orfebre filipino Daniel dela Cruz, quien también diseñó la antorcha de los Juegos SEA. En el frente de la medalla, sobre el logotipo de SEA Games hay una vela o "layag" que suelen usar los barcos filipinos. Rodeando el logo están las olas del mar que significan el archipiélago filipino. En la parte posterior hay una representación de las instalaciones deportivas en New Clark City, sede de los Juegos SEA, que se incorporó mediante grabado de alta densidad. Los símbolos de los diversos deportes se incrustan mediante grabado láser.
La medalla de oro está hecha de un material chapado en oro de 24 quilates y su diseño de onda en el frente está hecho de rodio a través de doble chapado. La medalla de bronce se hizo en color "oro rosa" en lugar del tono marrón tradicional. La cinta utilizada para sostener la medalla presenta un diseño de doble cara; un lado presenta los colores asociados con los Juegos del Sudeste Asiático y el otro está decorado con patrones tradicionales de tejido filipino. Fueron acompañados por una caja de transporte de madera, mientras que los medallistas también recibieron ramos de flores y juguetes de peluche para de Philippine Airlines.

### Antorcha
El diseño de la antorcha oficial para los juegos fue diseñado por el orfebre Daniel dela Cruz La antorcha se inspiró en la sampaguita ( Jasminum sambac ) la flor nacional de Filipinas y las partes martilladas del objeto representan los rayos de la bandera de Filipinas. Según los organizadores, el sol simboliza "unidad, soberanía, igualdad social e independencia" además de compartir el mismo simbolismo del sol de la bandera filipina. La antorcha pesa aproximadamente 1,5 kilogramos, no siendo demasiado pesada para el portador de la antorcha. La antorcha se presentó oficialmente el 23 de agosto de 2019 en el Centro Internacional de Convenciones de Filipinas en Pasay durante la cuenta regresiva de 100 días para los juegos.

## Lugares
Hay cuatro grupos o centros designados para los eventos deportivos de los Juegos del Sudeste Asiático de 2019: Clark, Subic, Metro Manila y "Otras áreas". Anteriormente, el cuarto grupo era conocido como el Grupo BLT (Batangas, La Union y Tagaytay) El centro principal es Clark, en el complejo deportivo en el Centro Administrativo del Gobierno Nacional, New Clark City en Capas, Tarlac . La sede secundaria es Subic mientras que la terecera es Metro Manila y las otras áreas cercanas.
La ceremonia de apertura se llevó a cabo en el Filipine Arena en Bulacan mientras que la ceremonia de clausura se llevó a cabo en New Clark City.
La Comisión de Deportes de Filipinas confirmó que Manila organizará eventos de boxeo, baloncesto y voleibol, mientras que Subic organizará eventos de deportes acuáticos.
La construcción de las mansiones y villas del Comité Olímpico Nacional (NOC) para alojar a los delegados de los países competidores se propuso construir en la ciudad de New Clark . Cada mansión tendrá de 15 a 17 habitaciones cada una.

### Lugares

#### Clark

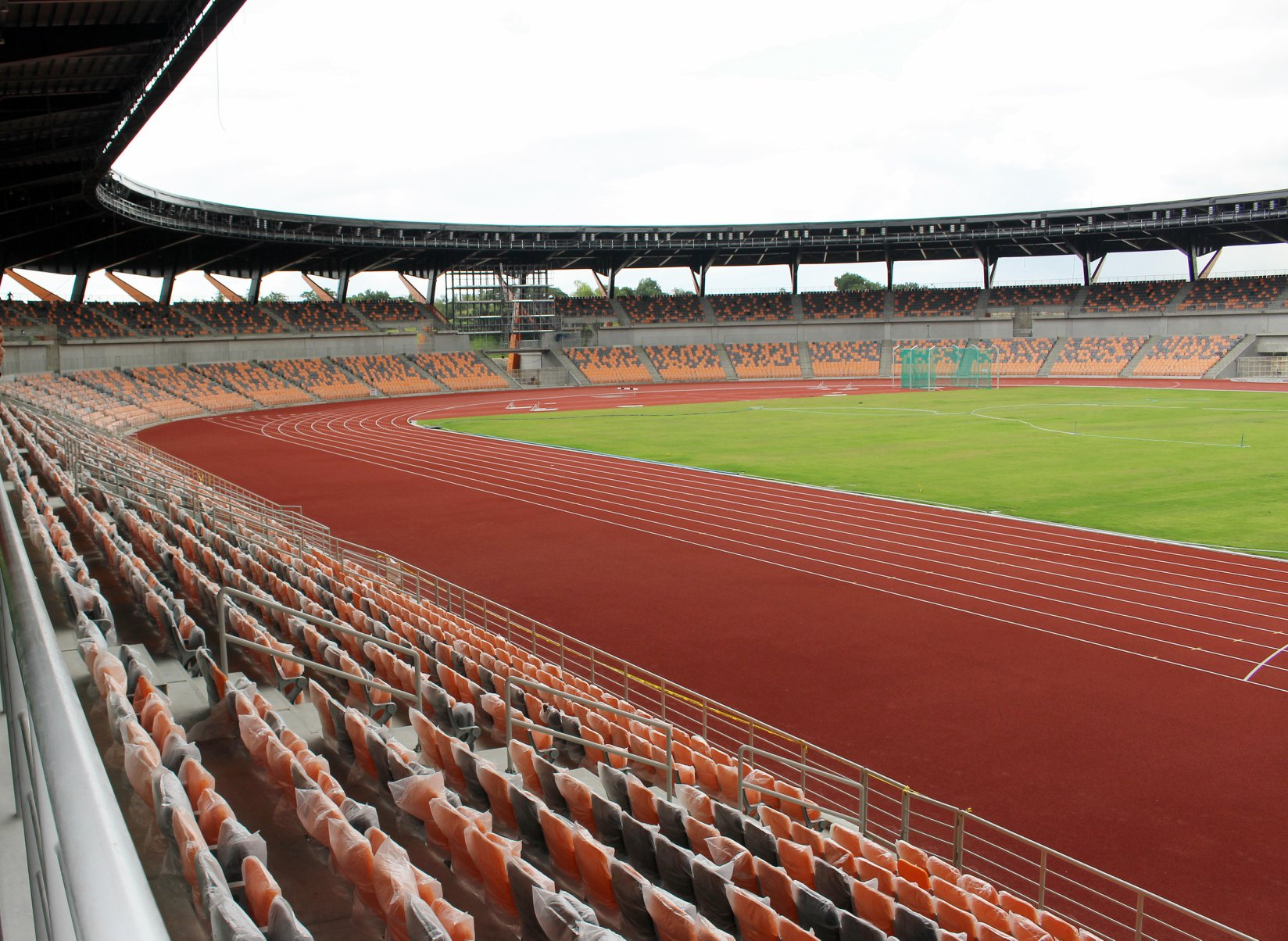
El Athletics Stadium del New Clark City Sports Hub acogerá disciplinas de atletismo y la Ceremonia de Clausura.

| Ciudad / municipio | Sede                                     | Deportes                               |
| ------------------ | ---------------------------------------- | -------------------------------------- |
| Ángeles            | Gimnasio AUF                             | Arnis, Sambo, Lucha libre              |
| Ángeles            | DECA Clark Wakepark                      | Wakeboard, esquí acuático              |
| Lubao              | Pradera Verde                            | Tiro                                   |
| Mabalacat          | Clark Parade Grounds                     | Tiro con arco, Rugby sietes            |
| Mabalacat          | Clark Global City                        | Cuencos de césped                      |
| Mabalacat          | Royce Hotel and Casino                   | Deportes de baile, Petanca             |
| Mabalacat          | Los pueblos                              | Béisbol, Softbol                       |
| San Fernando       | Centro de eventos de LausGroup           | Judo, Jujitsu, Kurash                  |
| Capas              | Nuevo estadio de atletismo de Clark City | Atletismo                              |
| Capas              | Nuevo Centro Acuático Clark City         | Acuáticos (buceo, natación, waterpolo) |
| Ciudad Tarlac      | Luisita Golf y Country Club              | Golf                                   |

#### Metro Manila

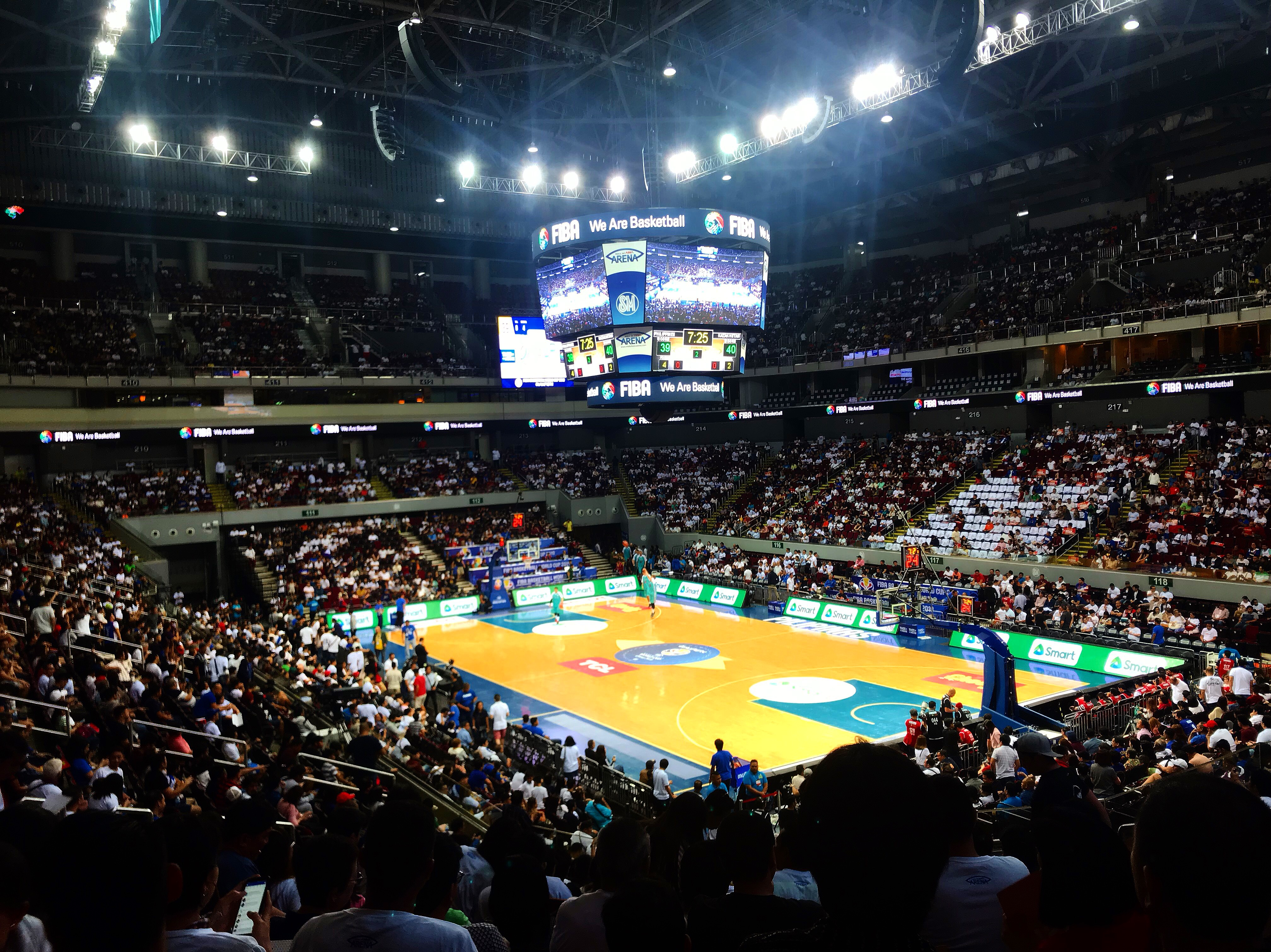
El Mall of Asia Arena será el anfitrión de los eventos de baloncesto 5v5.

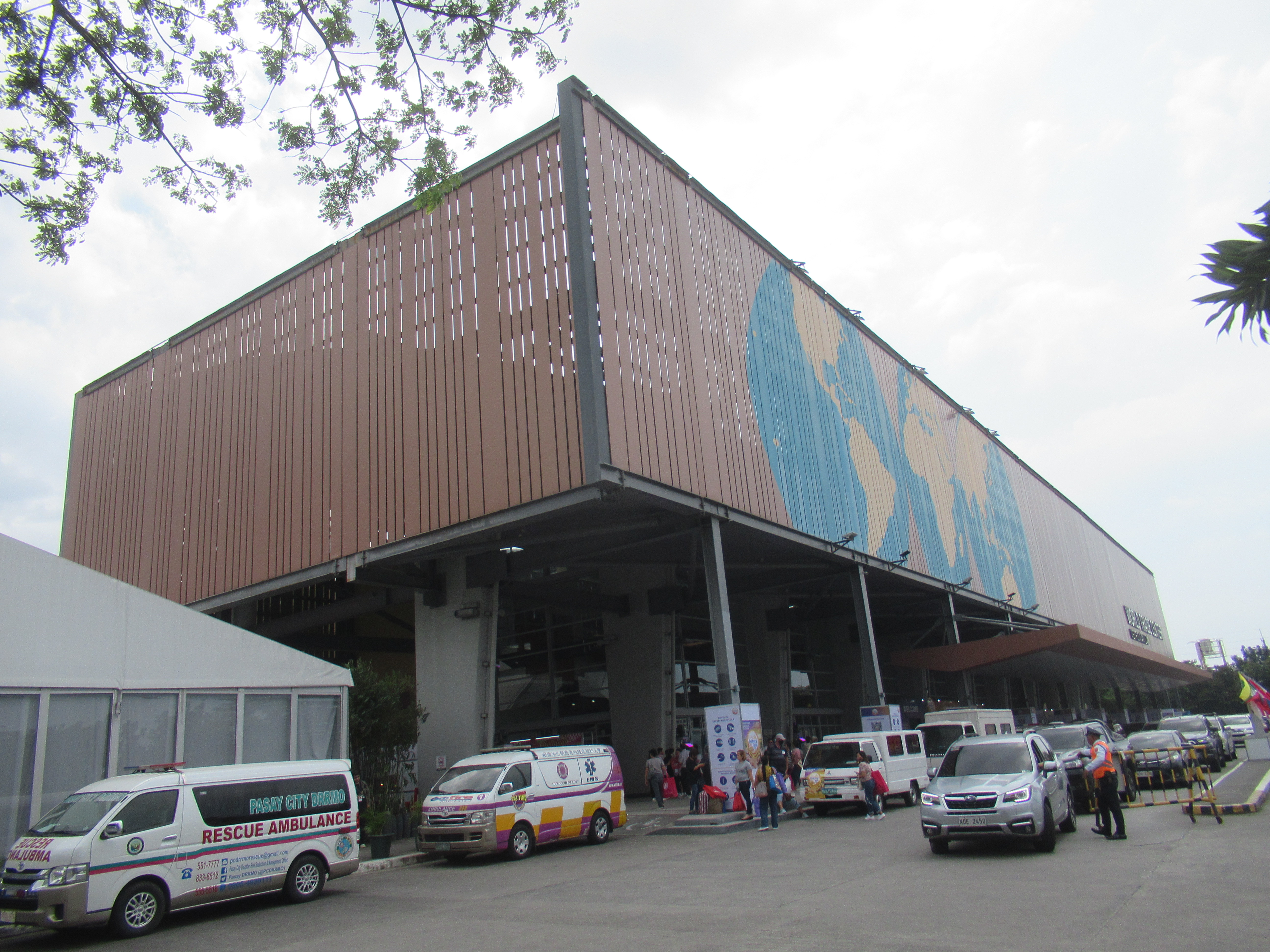
El World Trade Center Metro Manila será el anfitrión de los eventos de Esgrima, Karatedo y Wushu.

| Ciudad / municipio | Sede                                            | Deportes                                  |
| ------------------ | ----------------------------------------------- | ----------------------------------------- |
| Makati             | Manila Polo Club                                | Squash                                    |
| Mandaluyong        | Pista de hielo SM Megamall                      | Patinaje de velocidad, Patinaje artístico |
| Mandaluyong        | Starmall EDSA-Shaw                              | Bolos                                     |
| Manila             | Carpa Hotel Manila                              | Billar                                    |
| Manila             | Estadio Ninoy Aquino                            | Taekwondo, levantamiento de pesas         |
| Manila             | Estadio Memorial Rizal                          | Fútbol (masculino)                        |
| Manila             | Rizal Memorial Sports Complex - Centro de tenis | Tenis, Soft Tennis                        |
| Manila             | Coliseo Rizal Memorial                          | Gimnasia (aeróbica, artística, rítmica)   |
| Muntinlupa         | Ciudad de Filinvest                             | Carrera de obstáculos                     |
| Muntinlupa         | Centro deportivo Muntinlupa                     | Bádminton                                 |
| Pasay              | Foro PICC                                       | Boxeo, Kickboxing                         |
| Pasay              | Mall of Asia Arena                              | Baloncesto                                |
| Pasay              | Pista de patinaje SM Mall of Asia               | Hockey sobre hielo                        |
| Pasay              | World Trade Center                              | Esgrima, Karatedo, Wushu                  |
| Pasig              | PhilSports Arena                                | Voleibol en interiores                    |
| San Juan           | Filoil Flying V Center                          | 3x3 Baloncesto, Esports                   |

#### Subic

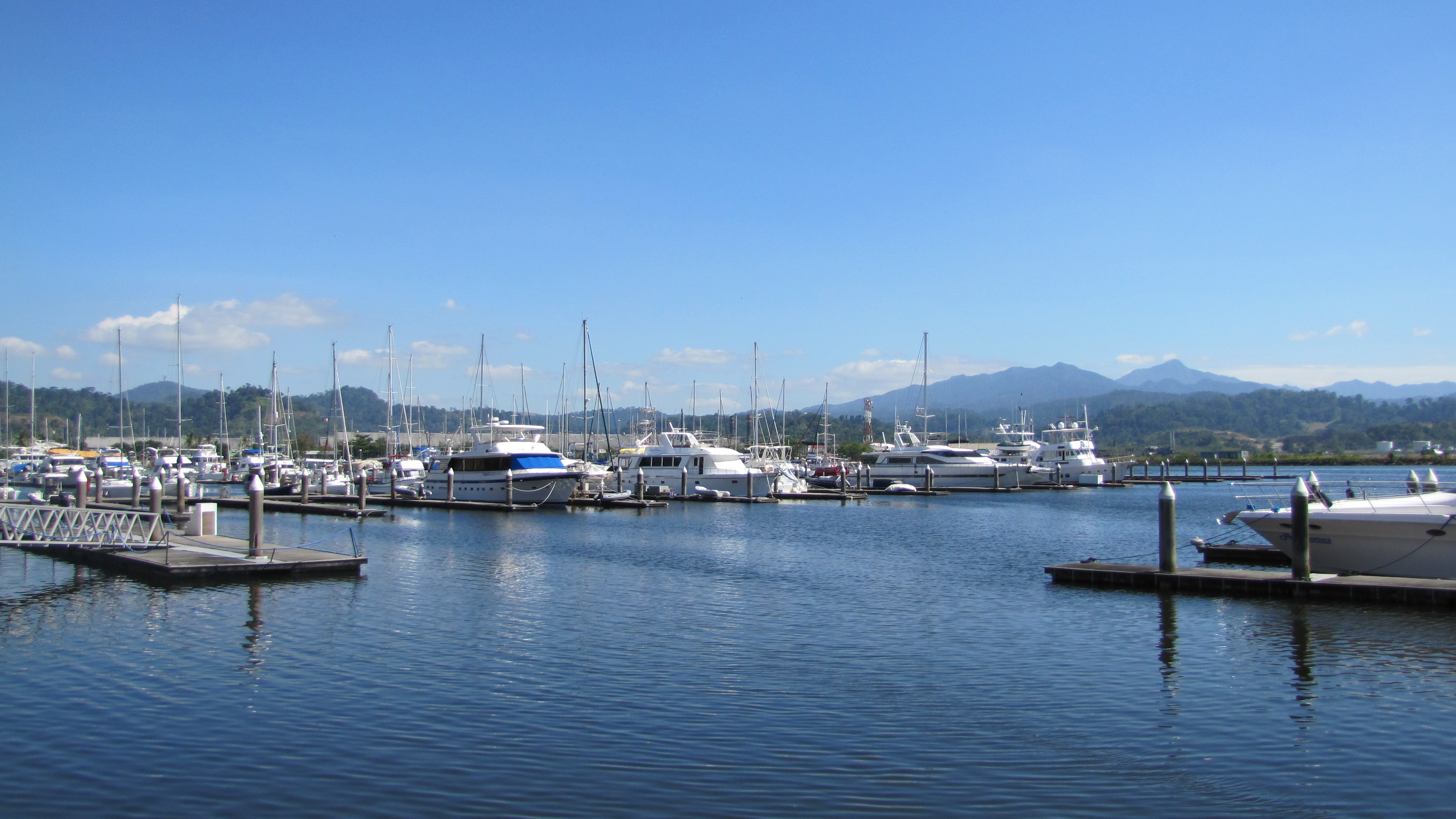
El Subic Bay Yacht Club será el anfitrión de las competencias de Vela.

| Ciudad / municipio | Sede                                            | Deportes                                                                             |
| ------------------ | ----------------------------------------------- | ------------------------------------------------------------------------------------ |
| Olongapo           | Puerto deportivo                                | Windsurf                                                                             |
| Olongapo           | Parque Malaawan                                 | Canotaje / kayak, regata tradicional, regata Dragon                                  |
| Olongapo           | Subic Bay Tennis Court                          | Voleibol de playa, balonmano de playa                                                |
| Olongapo           | Centro de exposiciones y convenciones Subic Bay | Muay Thai, Pencak Silat, Tenis de mesa                                               |
| Olongapo           | Subic Bay Yacht Club                            | Vela                                                                                 |
| Olongapo           | Gimnasio Subic                                  | Sepak takraw                                                                         |
| Subic / Olongapo   | Paseo marítimo de Subic Bay                     | Acuáticos (Natación en aguas abiertas – 10 km), Duatlón, Triatlón, Pentatlón moderno |
| Subic / Olongapo   | Hotel de viajeros                               | Ajedrez                                                                              |
| Subic / Olongapo   | Santuario de Kamana, Bahía de Triboa            | Remo                                                                                 |

#### Otras áreas

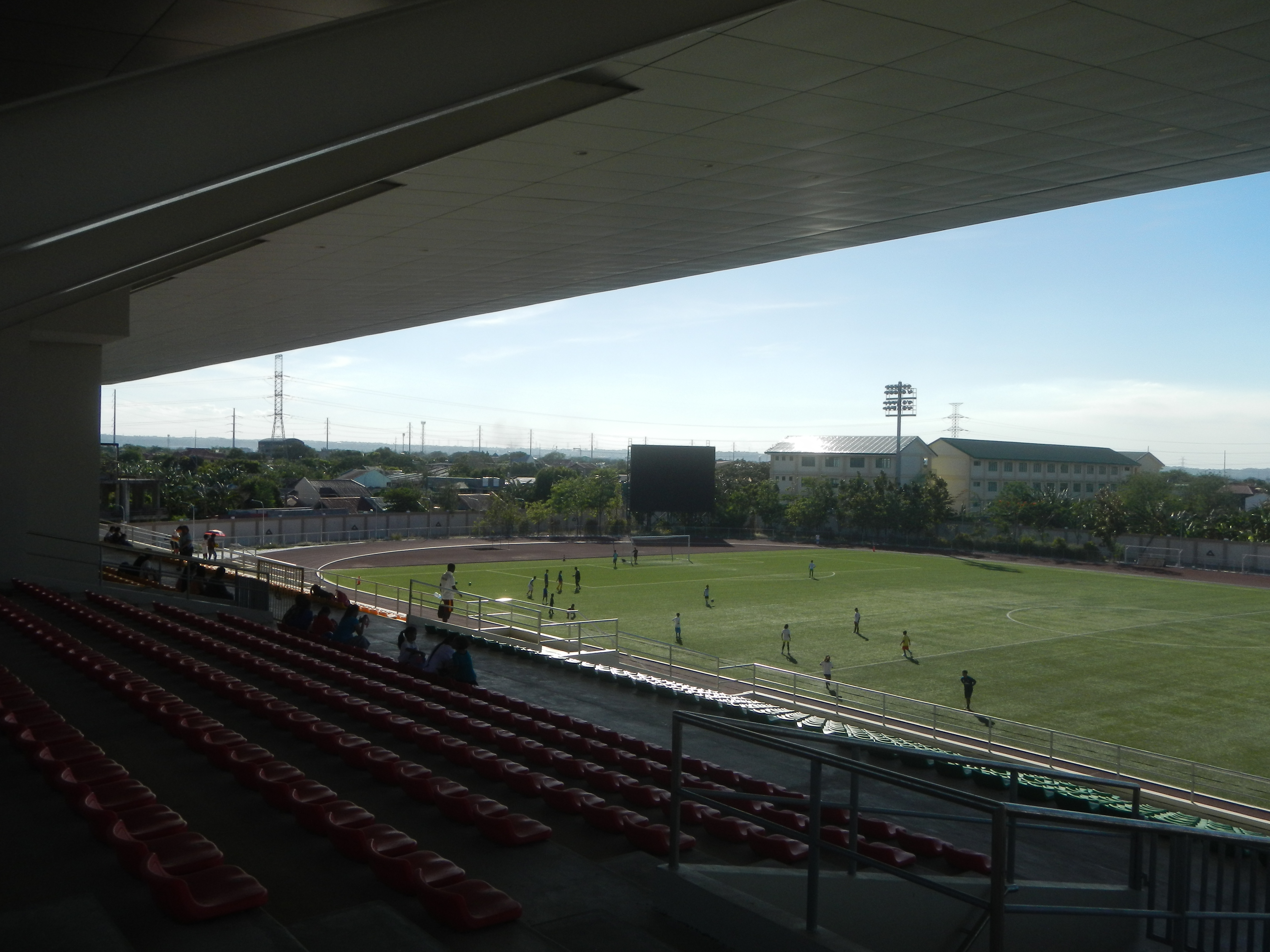
El estadio de fútbol Biñan acogerá algunos partidos de fútbol femenino y de fútbol masculino.

| Ciudad / Municipio (Provincia) | Sede                                                                          | Deportes                                 |
| ------------------------------ | ----------------------------------------------------------------------------- | ---------------------------------------- |
| Calatagan ( Batangas )         | Campo Miguel Romero                                                           | Polo                                     |
| Calatagan ( Batangas )         | Campo Iñigo Zobel                                                             | Polo                                     |
| Laurel ( Batangas )            | Tatlong Bungo, Brgy. Niyugan                                                  | Ciclismo (montaña)                       |
| Imus ( Cavita )                | Centro deportivo Vermosa                                                      | Hockey subacuático                       |
| Imus ( Cavita )                | Tribuna y pista ovaladas Imus                                                 | Fútbol                                   |
| Maragondon ( Cavite )          | Seaside Race Track                                                            | Skateboarding (cuesta abajo)             |
| Tagaytay ( Cavite )            | Centro Internacional de Convenciones Tagaytay, Palacio del Pueblo en el Cielo | Ciclismo (BMX, Carretera), Skateboarding |
| Biñan ( Laguna )               | Estadio de fútbol Biñan                                                       | Fútbol (femenino y masculino)            |
| Los Baños ( Laguna )           | Centro Mall                                                                   | Floorball, hockey cubierto               |
| Santa Rosa ( Laguna )          | Complejo deportivo Sta. Rosa                                                  | Netball                                  |
| San Juan ( La Unión )          | Punta Monalisa                                                                | Surf                                     |

### Sedes sin competencias
| Racimo      | Ciudad / municipio | Lugar de encuentro                 | Eventos / Designación                                                |
| ----------- | ------------------ | ---------------------------------- | -------------------------------------------------------------------- |
| Clark       | Ángeles            | Parque Bayanihan                   | Ceremonia de cuenta regresiva y lanzamiento                          |
| Clark       | Ángeles            | Aeropuerto internacional de Clark  | Puerto de entrada                                                    |
| Clark       | Ángeles            | Desfiles                           | Zona de fanáticos                                                    |
| Clark       | Capas              | NCC Athletics Stadium              | Ceremonia de clausura                                                |
| Clark       | Capas              | Villa de los atletas               | Residencia oficial de los atletas de deportes acuáticos y atletismo. |
| Clark       | Mabalacat          | Centro de convenciones de la ASEAN | Centro Internacional de Radiodifusión, Centro de Prensa Principal    |
| Otras áreas | Bocaue ( Bulacan ) | Arena filipina                     | Ceremonia de apertura                                                |

## Los Juegos

### Naciones participantes
Se espera que los 11 miembros de la Federación de Juegos del Sudeste Asiático (SEAGF) participen en los Juegos SEA 2019. A continuación se muestra una lista de todos los CON participantes.
- Birmania (952)
- Brunéi (257)
- Camboya (510)
- Filipinas (1115) (sede)
- Indonesia (837)
- Laos (419)
- Malasia (773)
- Singapur (666)
- Tailandia (980)
- Timor Oriental (48)
- Vietnam (856)

### Deportes
Se ha aprobado un récord de 530 eventos en 56 deportes para ser disputados en los Juegos del Sudeste Asiático de 2019, lo que convierte a esta edición en los Juegos del Sudeste Asiático más grandes en términos de número de deportes y eventos disputados. Se acordó una lista inicial de 32 deportes que se disputarán en los Juegos del Sudeste Asiático de 2019 después de la Reunión del Consejo de la Federación de Juegos SEA de dos días del 16 al 17 de mayo de 2018 en el Shangri-La at the Fort en Bonifacio Global City, Taguig, Metro Manila. El bádminton fue inicialmente excluido por los anfitriones de la lista inicial, pero fue reintegrado a raíz de las objeciones de los Comités Olímpicos Nacionales de Malasia, Indonesia, Myanmar, Singapur y Tailandia. Posteriormente, el vovinam se eliminó de la lista final de deportes publicada por los organizadores a mediados de diciembre de 2018 y el polo se incluyó en enero de 2019.
La siguiente es una lista de deportes que se disputarán en los juegos, incluidas cifras parciales del número de eventos en cada deporte: 
- Ajedrez (5)
- Arnis (20)
- Atletismo (48)
- Bádminton (7)
- Béisbol (1)
- Baloncesto (4)
  -  5x5 Baloncesto (2)
  -  Baloncesto 3x3 (2)
- Mesas de billar (10)
- Bolos (9)
- Boxeo (13)
- Calabaza (5)
- Canoa / kayak / regata tradicional (13)
  -  Piragüismo / Kayak (7)
  -  Carrera de barcos tradicional (6)
- Ciclismo (12)
  -  BMX (3)
  -  Bicicleta de montaña (4)
  -  Bicicleta de carretera (5)
- Dancesport (14)
- Buceo (4)
- Duatlón (3)
- Esports (6)
- Esgrima (12)
- Fútbol (2)
- Floorball (2)
- Golf (4)
- Gimnasia (19)
  -  Artístico (12)
  -  Aeróbico (2)
  -  Rítmica (5)
- Balonmano playa (1)
- Hockey sobre hielo (1)
- Patinaje sobre hielo (8)
  -  Patinaje artístico (2)
  -  Patinaje de velocidad en pista corta (6)
- Hockey sala (2)
- Judo (16)
- Ju-jitsu (11)
- Karate (13)
- Kickboxing
- Kurash (10)
- Cuencos para césped / Petanca (10)
  -  Cuencos para césped
  -  Petanca
- Muaythai (6)
- Pentatlón moderno (6)
- Balonmano (1)
- Carreras de obstáculos (4)
- Pencak silat (9)
- Polo (1)
- Remo (6)
- Rugby 7 (2)
- Vela (11)
- Sambo (7)
- Sepak takraw (6)
- Tiro (14)
- Skateboarding (8)
- Tenis blando (3)
- Softbol (1)
- Surf (2)
- Natación (39)
- Taekwondo (22)
- Tenis de mesa (4)
- Tenis (5)
- Tiro con arco (10)
- Triatlón (3)
- Hockey subacuático
- Voleibol (4)
- Esquí acuático (4)
- Waterpolo (2)
- Halterofilia (10)
- Lucha (14)
- Wushu (16)

Además, los siguientes serán eventos de demostración: 
- Ajedrez (5)

### Medallero
Los Juegos del Sudeste Asiático de 2019 tienen 530 eventos en 56 deportes, lo que resulta en 530 conjuntos de medallas que se distribuirán. Otro número adicional de conjuntos de medallas que se distribuirán, se anunciará antes de la adjudicación de diferentes deportes en los juegos respectivamente.
 *  País anfitrión (Filipinas)
| Núm.           | Nación               | Oro | Plata | Bronce | Total |
| -------------- | -------------------- | --- | ----- | ------ | ----- |
| 1              | Filipinas (PHI)*     | 149 | 117   | 121    | 387   |
| 2              | Vietnam (VIE)        | 98  | 85    | 105    | 288   |
| 3              | Tailandia (THA)      | 92  | 103   | 123    | 318   |
| 4              | Indonesia (INA)      | 72  | 84    | 111    | 267   |
| 5              | Malasia (MAS)        | 56  | 57    | 71     | 184   |
| 6              | Singapur (SGP)       | 53  | 46    | 68     | 167   |
| 7              | Birmania (MYA)       | 4   | 18    | 51     | 73    |
| 8              | Camboya (CAM)        | 4   | 6     | 36     | 46    |
| 9              | Brunéi (BRU)         | 2   | 5     | 6      | 13    |
| 10             | Laos (LAO)           | 1   | 5     | 29     | 35    |
| 11             | Timor Oriental (TLS) | 0   | 1     | 5      | 6     |
| Total absoluto | Total absoluto       | 531 | 527   | 726    | 1784  |

## Transmisión
*  País anfitrión (Filipinas)
| País           | Locutor / es oficial                                                | Ref |
| -------------- | ------------------------------------------------------------------- | --- |
| Brunéi         | Radio Televisyen Brunei                                             |     |
| Camboya        | Hang Meas, Televisión Nacional de Camboya                           |     |
| Indonesia      | MNC Group, TVRI                                                     |     |
| Laos           | Lao Nacional Television                                             |     |
| Malasia        | Radio Televisyen Malaysia, Media Prima, Astro                       |     |
| Birmania       | Birmania Radio y Televisión                                         |     |
| Filipinas      | ABS-CBN, GMA Network, TV5 Network Inc., People's Television Network |     |
| Singapur       | Mediacorp                                                           |     |
| Tailandia      | Piscina de Televisión de Tailandia                                  |     |
| Timor Oriental | RTTL                                                                |     |
| Vietnam        | VTV, HTV, VTC y VOV                                                 |     |
| Corea del Sur  | SBS, SPOTV                                                          |     |

## Preocupaciones y controversias
Los Juegos del Sudeste Asiático de 2019 se vieron empañados con una serie de controversias, que van desde acusaciones de corrupción, problemas logísticos, hasta el tratamiento de las delegaciones y de los pueblos indígenas que ocupan el área de eventos en New Clark City.